# Ismael Rescalvo
Ismael Rescalvo Sánchez (Valencia, 2 marzo 1982) è un allenatore di calcio spagnolo, tecnico dei The Strongest.